# Pongsatorn Sripinta
Natouch Siripongthon (thaï: พงศธร ศรีปินตา) est un acteur thaïlandais aussi connu sous le nom de Fluke, né le 1erjuin 1996 dans la province de Lamphun, Son premier grand film était Grean Fictions (2013). Le film a été tourné à Chiang Mai avec des jeunes acteurs locaux. Il s'est alors fait remarquer pour sa performance, ce qu’il lui a valu le rôle principal dans le film My Bromance (2014), dans lequel il incarne un jeune homme qui tombe en amour du fils de son nouveau beau-père. Fluke est devenu l'un des acteurs thaïlandais les plus connus à l’international. Il a également joué dans le film Red Wine In The Dark Night (2015) de Tanwarin Sukhapisit dans le role d’un jeune homme innocent qui fait la rencontre d’un vampire amnésique. l'une de ses dernières performances a été dans la série télévisée BL Until We Meet Again (2019), dans le personnage de Pharm un jeune homme réincarné à la suite de son suicide avec son petit ami de cœur, en raison du rejet de leur amour par le père de son amoureux Korn (Noppakao Dechaphatthanakun).

## Filmographie
- 2013 : Grean Fictions / เกรียนฟิคชั่น
- 2013 : 3 A.M. Part 2 / ตีสาม คืนสาม 3D
- 2014 : My Bromance / พี่ชาย[1]
- 2015 : Feel Good / รู้สึกดีที่มีกัน
- 2015 : Red Wine in The Dark Night [2]/ คืนนั้น[3]
- 2015 : Ghost Ship / มอญซ่อนผี
- 2017 : ไทยแลนด์โอนลี่ เมืองไทยอะไรก็ได้
- 2018 : หลวงพี่แจ๊ส 5G
- 2019 : แซ้ป แสบโลกแตก 2